# Microdontomerus anthonomi
Microdontomerus anthonomi är en stekelart som först beskrevs av Crawford 1907.  Microdontomerus anthonomi ingår i släktet Microdontomerus och familjen gallglanssteklar. Inga underarter finns listade i Catalogue of Life.